# Stazione di Oricola-Pereto
La stazione di Oricola-Pereto è la fermata ferroviaria posta nel comune di Oricola nella frazione di Civita, costruita per servire, oltre al comune nel quale si trova, anche quello di Pereto. La fermata è ubicata sulla ferrovia Roma-Pescara.

## Storia
La stazione, in origine denominata "Pereto", venne attivata nel 1888.

Il 1º luglio 1916 assunse la nuova denominazione di Oricola-Pereto.

Il 23 marzo 2013 venne declassata a fermata.

## Strutture e impianti
Il fabbricato viaggiatori è strutturato su due livelli ed ospita al suo interno una sala d'aspetto munita di validatrice. La gestione dell'impianto è affidata a RFI.

## Movimento
Il servizio è svolto da Trenitalia secondo contratto di servizio stipulato con la Regione Abruzzo. In totale sono circa 12 i treni che effettuano fermata giornaliera presso la stazione, con destinazioni principali Avezzano, Roma Termini e Roma Tiburtina.

## Servizi
- Sala d'attesa

## Interscambi
- Autobus urbani